# Hazen (Arkansas)
Hazen è una città degli Stati Uniti d'America situata nello Stato dell'Arkansas, nella Contea di Prairie.